# Newhall (Iowa)
Newhall ist eine Kleinstadt (mit dem Status „City“) im Benton County im US-amerikanischen Bundesstaat Iowa. Das U.S. Census Bureau hat bei der Volkszählung 2020 eine Einwohnerzahl von 876 ermittelt.
Newhall ist Bestandteil der Metropolregion um die Stadt Cedar Rapids.

## Geografie
Newhall liegt im Osten Iowas im westlichen Vorortbereich von Cedar Rapids. Der Mississippi bildet rund 150 km östlich die Grenze Iowas zu Wisconsin und Illinois. Die Grenze zu Minnesota verläuft rund 200 km nördlich und rund 190 km südlich der Stadt befindet sich die Grenze zu Missouri.
Die geografischen Koordinaten von Newhall sind 41°59′44″ nördlicher Breite und 91°58′04″ westlicher Länge. Das Stadtgebiet erstreckt sich über eine Fläche von 0,83 km² und liegt in der Eldorado Township.
Nachbarorte von Newhall sind Shellsburg (19,7 km nordöstlich), Palo (22,5 km nordöstlich), Atkins (9,5 km östlich), Fairfax (24,3 km ostsüdöstlich), Walford (24,2 km südöstlich), Norway (13,4 km südsüdwestlich), Blairstown (19,5 km südwestlich), Van Horne (11,5 km westlich) und Vinton (24,5 km nordnordwestlich).
Das Stadtzentrum von Cedar Rapids liegt 30 km östlich. Die nächstgelegenen weiteren größeren Städte sind Waterloo (78 km nordwestlich), Wisconsins Hauptstadt Madison (300 km nordöstlich), Rockford in Illinois (288 km östlich), Chicago in Illinois (388 km in der gleichen Richtung), die Quad Cities in Iowa und Illinois (150 km ostsüdöstlich), Iowa City (68 km südöstlich),  St. Louis in Missouri (481 km südsüdöstlich), Kansas City in Missouri (474 km südwestlich), Iowas Hauptstadt Des Moines (164 km westsüdwestlich), Nebraskas größte Stadt Omaha (386 km in der gleichen Richtung), Sioux City (424 km westnordwestlich), South Dakotas größte Stadt Sioux Falls (561 km in der gleichen Richtung), Rochester in Minnesota (263 km nordnordwestlich) und die Twin Cities in Minnesota (399 km in der gleichen Richtung).

## Verkehr
Die hier auf einem gemeinsamen Streckenabschnitt in West-Ost-Richtung verlaufenden U.S. Highways 30 und 218 führen in rund 3 km Entfernung am südlichen Stadtrand von Newhall vorbei. Alle weiteren Straßen sind untergeordnete Landstraßen, teils unbefestigte Fahrwege sowie innerörtliche Verbindungsstraßen.
Der nächste Flughafen ist der Eastern Iowa Airport in Cedar Rapids (32 km ostsüdöstlich).

## Bevölkerung
Nach der Volkszählung im Jahr 2010 lebten in Newhall 875 Menschen in 353 Haushalten. Die Bevölkerungsdichte betrug 1054,2 Einwohner pro Quadratkilometer. In den 353 Haushalten lebten statistisch je 2,48 Personen.
Ethnisch betrachtet setzte sich die Bevölkerung zusammen aus 98,3 Prozent Weißen, 1,0 Prozent Afroamerikanern, 0,1 Prozent (eine Person) amerikanischen Ureinwohnern sowie 0,3 Prozent Asiaten; 0,2 Prozent stammten von zwei oder mehr Ethnien ab. Unabhängig von der ethnischen Zugehörigkeit waren 1,0 Prozent der Bevölkerung spanischer oder lateinamerikanischer Abstammung.
25,6 Prozent der Bevölkerung waren unter 18 Jahre alt, 56,9 Prozent waren zwischen 18 und 64 und 17,5 Prozent waren 65 Jahre oder älter. 52,0 Prozent der Bevölkerung waren weiblich.
Das mittlere jährliche Einkommen eines Haushalts lag bei 51.250 USD. Das Pro-Kopf-Einkommen betrug 25.313 USD. 1,2 Prozent der Einwohner lebten unterhalb der Armutsgrenze.